# Mutacja głosu
Mutacja głosu (łac. mutatio „zmiana”) – zmiana brzmienia głosu u ludzi z dziecięcego na dorosły na skutek zmian fizjologicznych w obrębie narządów głosu w wyniku rozwoju i wzrostu. Następuje zarówno u chłopców, jak i w mniejszym stopniu u dziewcząt podczas okresu dojrzewania, czyli między 12 a 16 r.ż., i trwa około 2 lata.
Mutacja jest związana z silnym rozwojem krtani, która jest częścią układu oddechowego i również narządem głosowym. Następuje rozrost chrząstek krtaniowych, struny głosowe mocno się wydłużają, powiększa się tchawica i przestrzenie ponadkrtaniowe. Niekiedy powiększona krtań przybiera duże rozmiary, tworzy się tzw. „jabłko Adama” (rozrost chrząstki tarczowatej). Podczas mutacji występują częste chrypki, zakłócenia w emisji głosu: na zmianę dźwięki wysokie i niskie – na skutek zaburzeń w koordynacji mięśni krtani, przekrwienia błony śluzowej i zwiększonego wydzielania śluzu.
U chłopców zachodzi obniżenie wysokości głosu przeciętnie o jedną oktawę, u dziewcząt zaś o tercję lub nawet mniej. O mutacji głosu decydują hormony płciowe – testosteron produkowany w dużych ilościach w jądrach u chłopców. Testosteron powoduje powiększenie krtani i strun głosowych. Stają się grubsze i dłuższe, a to zmienia ich brzmienie. Mutacja głosu u chłopców jest łatwo zauważalna i charakteryzuje się załamywaniem dźwięków podczas mówienia. Mutacja u dziewcząt nie jest tak zauważalna jak u chłopców, jednak jest równie ważna w wokalistyce.